# Roberto Antonio Rojas Saavedra
 Roberto Antonio Rojas Saavedra (Santiago de Xile, 8 d'agost de 1957) és un futbolista retirat i entrenador de futbol xilè. Jugava de porter, posició en la qual és reconegut com un dels principals referents en la història del futbol xilè. La seva carrera va acabar abruptament el 1989 després que s'autolesionés deliberadament per tal d'evitar una derrota de la selecció xilena, un incident que va acabar amb una sanció de per vida per a ell, i una de prohibició de jugar un mundial per a Xile. Posteriorment, fou amnistiat per la FIFA el 2001.

## Trajectòria
Els seus inicis van ser al Club Covadonga de la Comuna de Providencia. A l'escola també va jugar a bàsquet. L'any 1975 va participar en el "Campionat de Campions". Aquell any va ingressar a la categoria juvenil del que va ser el seu primer equip, el Deportes Aviación de Xile, club amb el qual va debutar en el professionalisme. Posteriorment jugaria al Colo-Colo i al São Paulo FC. A més va ser el porter titular de la selecció xilena durant gran part de la dècada de 1980.
Amb la selecció xilena va realitzar les millors actuacions de la seva carrera, en les fases classificatòries de Mèxic 1986, Copa Amèrica 1987 i fases classificatòries d'Itàlia 1990.
Va ser porter, capità i figura de la selecció xilena subcampiona de la Copa Amèrica 1987. Després de la seva gran actuació en aquell campionat sud-americà va ser traspassat al club São Paulo FC del Brasil, on va jugar fins al 1989.
A finals de la dècada de 1980, la seva agilitat física i mental, amb la seva elasticitat i visió de joc, li permetien ordenar i dirigir la defensa, i en compartia el lideratge amb el defensa central Fernando «León» Astengo. Rojas començava a destacar com un dels millors porters a nivell mundial. La seva fama pujava i començaven les especulacions sobre el suposat interès de part d'importants clubs com l'Atlètic de Madrid i el Reial Madrid. El 1987, durant la Copa Amèrica celebrada a Argentina, Rojas va ser triat com el millor porter del torneig, i va destacar en el triomf per quatre gols a zero que va obtenir Xile enfront del Brasil a Còrdova. Era considerat el millor porter del món entre els anys 1987-1989, fins i tot pel mateix Michel Preud'homme.
El 3 de setembre de 1989, Rojas va protagonitzar l'incident més vergonyós en la història de la selecció xilena. La  Roja  jugava el seu partit de tornada contra el Brasil, en un partit vàlid per les eliminatòries al Mundial d'Itàlia de 1990. El Brasil en tenia prou amb un empat, mentre que a Xile només li servia una victòria i anava perdent 1-0.
Va ser llavors quan Rojas es va infligir un tall a la cara per simular un atac amb bengales dels seguidors brasilers. Això va derivar en la suspensió del partit, ja que Xile es va retirar del terreny de joc per «falta de garanties».
Per aquell incident, Roberto Rojas va ser marginat a perpetuïtat dels camps de futbol. La FIFA, a més, va aplicar severes sancions contra la selecció nacional (fora automàticament del Mundial dels Estats Units 1994), dirigents xilens i altres jugadors implicats en l'escàndol. Després de la sentència va viure difícils moments a Xile, on se li va fer pràcticament un judici social i va tenir dificultats per trobar feina.
El 1993, Telé Santana el convidà a treballar com a preparador de porters al Sao Paulo FC. Finalment, el 2001 fou amnistiat per la FIFA. El 2003 treballà com a Director Tècnic del club paulista, arribant a semifinals de la Copa Sud-americana. Posteriorment treballà per al Sport Club do Recife. Actualment viu al Brasil.